# Hyalorista exuvialis
Hyalorista exuvialis là một loài bướm đêm trong họ Crambidae.